# Карролл (округ, Нью-Гэмпшир)
Округ Карролл — один из десяти округов штата Нью-Гэмпшир. Административный центр — Оссипи. По состоянию на 2000 год население округа составляло 43 666 человек.
Округ Карролл был основан в 1840 году из городов, исключенных из округа Страффорд. Округ был назван в честь Чарльза Кэрролла (англ. Charles Carroll of Carrollton), который скончался в 1832 году. Чарльз Кэрролл был одним из тех, кто подписал Декларацию независимости США.

## География
По данным службы переписи населения США, округ занимает площадь 2 570 км², из которых 2 420 км² — суша и 150 км² — вода.

### Граничащие округа
- Коос (с севера)
- Оксфорд (штат Мэн) (с северо-востока)
- Йорк (штат Мэн) (с юго-востока)
- Страффорд (с юга)
- Белнап (с юго-запада)
- Графтон (с запада)

## Демография
По данным переписи 2000 года в округе проживало 43 666 человек, среди них — 18 351 домашних хозяйств и 12 313 семей. Плотность населения — 18 человек на квадратный километр. Зарегистрировано 34 750 жилищных единиц (квартира или дом), со средней плотностью 14 единиц на квадратный километр.
Распределение по расам:
- белые — 98,22 %
- черные (афроамериканцы) — 0,17 %
- коренные американцы — 0,28 %
- азиаты — 0,38 %
- островные американцы — 0,01 %
- другие расы — 0,17 %
- смешанные расы — 0,77 %

Распределение по происхождению:
- латиноамериканцы — 0,48 %
- англичане — 22,5 %
- ирландцы — 15,6 %
- американцы — 10,5 %
- французы — 9,7 %
- немцы — 6,7 %
- итальянцы — 5,8 %
- шотландцы — 5,2 %

По родному языку:
- английский — 96,5 %
- французский — 1,6 %

По возрасту (средний возраст — 42 года):
- до 18 лет — 22,6 %
- 18 — 24 года — 5,3 %
- 22 — 44 года — 26,5 %
- 45 — 64 года — 27,7 %
- 65 лет и старше — 17,8 %

По полу:
- женщины — 50,86 %
- мужчины — 49,14 %